# 优派
优派（英語：ViewSonic），是一家显示设备生产商，总部位于美国加利福尼亚州沃尔纳特，由台灣人朱家良于1987年创立，产品包括：CRT、液晶显示器、投影机、等离子显示屏、高清晰度电视、電子筆顯示器Pen Display、數位繪圖板Digitizer、移動產品、All-In-One PCs、無線顯示器等。公司年销售额接近10.2亿美元。
2000年購併了諾基亞的顯示產品事業。
优派商标上的三只鸟是原产于澳大利亚的胡锦鸟；也因為這個商標，優派在台灣網路論壇常稱為「三鳥牌」、「三隻鳥」。

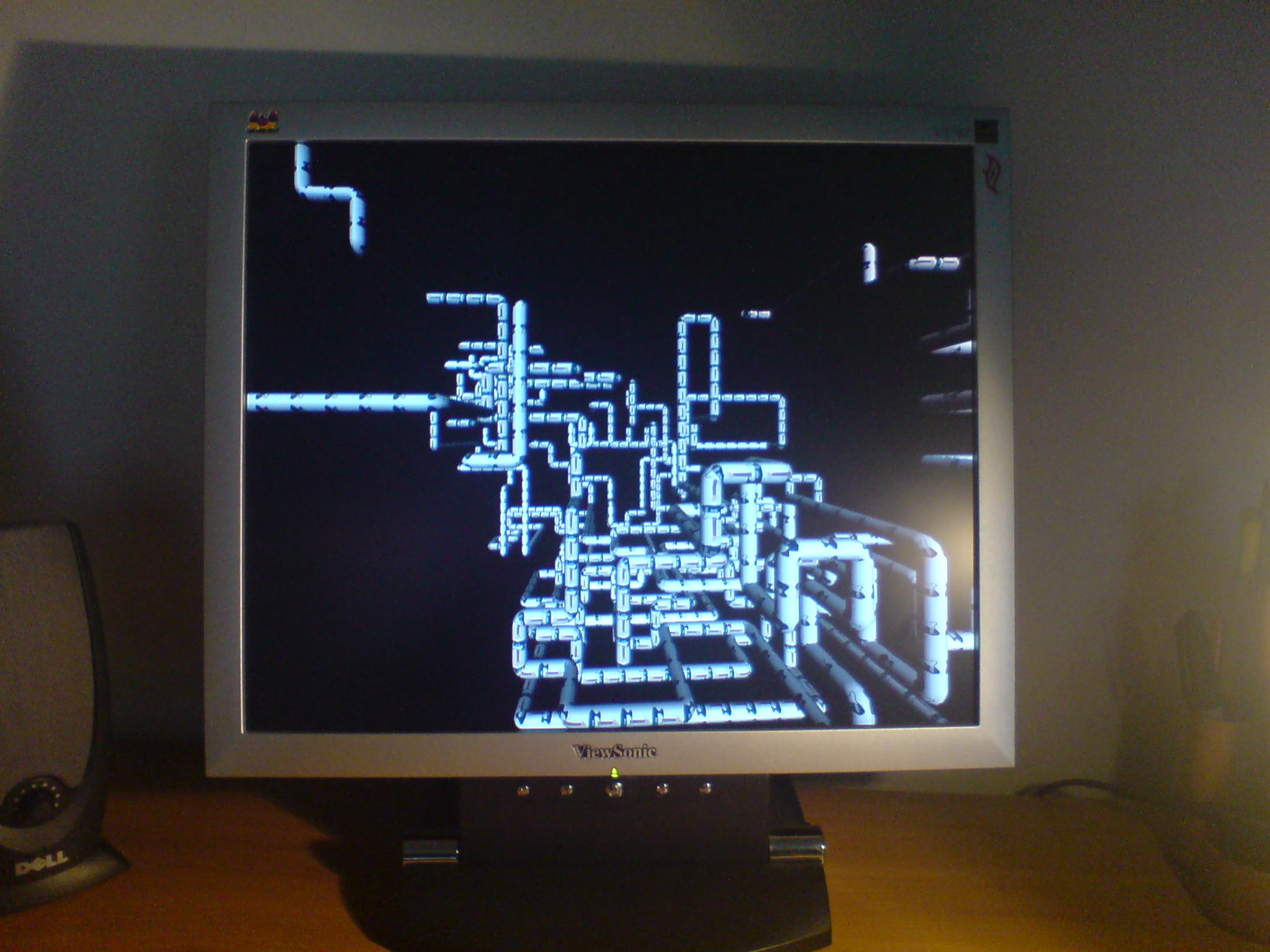
ViewSonic 17吋螢幕
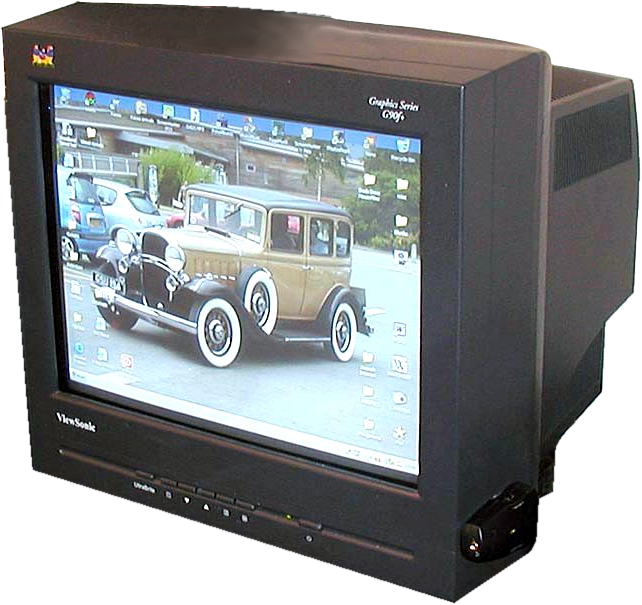
G90F螢幕
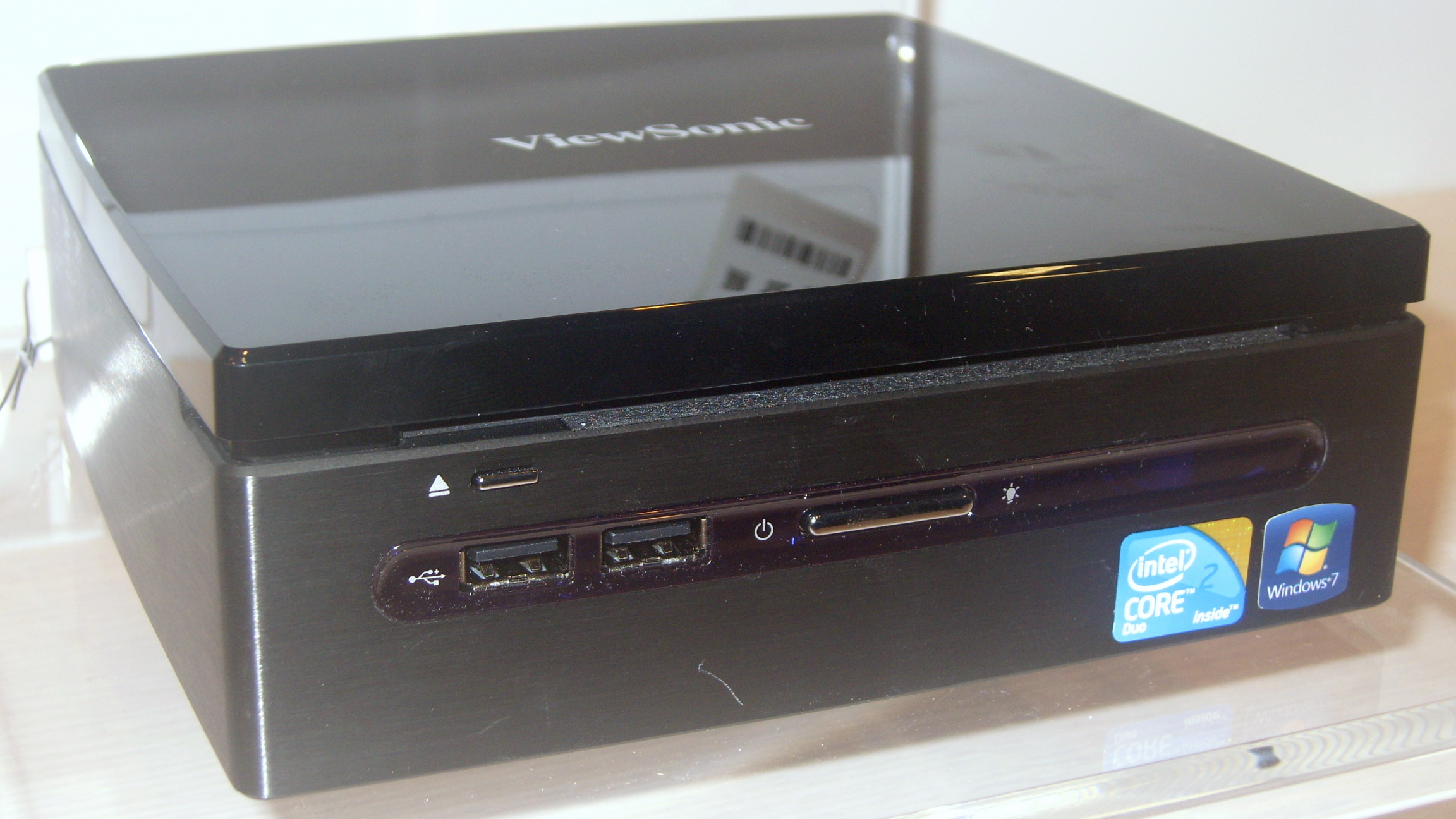
Viewsonic迷你電腦
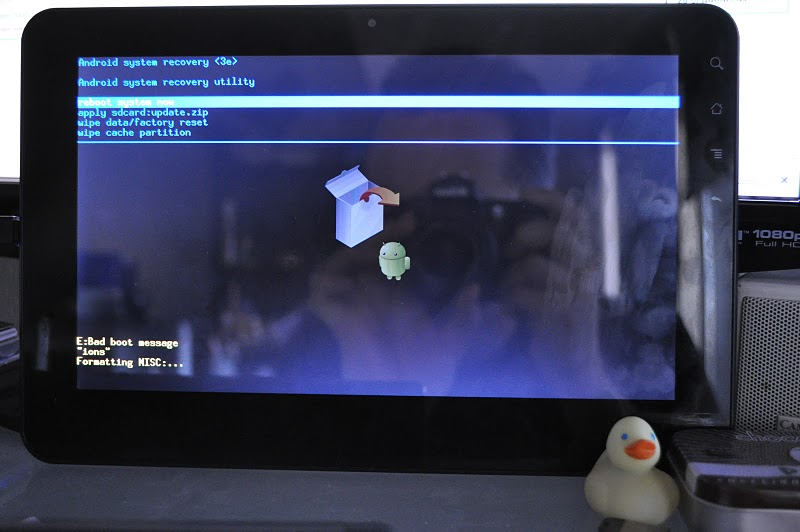
G Tablet平板電腦